# Награда УМУС-а
Награда УМУС-а је награда Удружења музичких уметника Србије (УМУС). Награда се састоји од дипломе - рад академског уметника Бошка Карановића и новчаног дела који финансира Министарство културе.
Награде се додељују у следећим категоријама: за животно дело, за најбољи концерт у сезони и за најбољег младог уметника.

### Добитници Награде за животно дело
- 2021 - Драгослав Павле Аксентијевић, појац[1]
- 2012 - Анте Гргин, кларинетиста
- 2011 - Радмила Бакочевић, сопран
- 2010 - Миленко Стефановић, кларинетиста
- 2009 - Александар Павловић, виолиниста и диригент
- 2008 - Оскар Данон, диригент
- 2007- Душан Миладиновић, диригент, који је у моменту добијања награде имао 83 године. Диригету Миладиновићу ово је трећа награда за животно дело!

### Добитници Награде за најбољи концерт у сезони
- 2021 - Маја Рајковић, пијанисткиња[1]
- 2014 - Јасмина Трумбеташ Петровић, сопран
- 2012 - Лидија Бизјак, пијанисткиња
- 2011 - Младен Ђорђевић, трубач
- 2010 - Весна Кршић и Снежана Николајевић, клавирски дуо
- 2009 - Наташа Јовић-Тривић, мецосопран
- 2008 - Слободан Герић, контрабасиста
- 2007 - Биљана Горуновић, пијанисткиња
- 2013 - Драгана В. Јовановић, диригент

### Добитници Награде за младог уметника
- 2021 - Ана Торбица, барокна виолисткиња и сопран
- 2012 - Бранислава Подрумац, сопран
- 2012 - Марко Калајановић, баритон
- 2011 - Маја Богдановић, виолончелисткиња
- 2010 - Владимир Глигорић, пијаниста
- 2009 - Соња Лончар и Андрија Павловић, клавирски дуо
- 2008 - Милица Секулић, пијанисткиња
- 2007 - Јован Богосављевић, виолиниста
- 2001 - Снежана Савичић Секулић, сопран
- 1987 - Радмила Бакочевић, сопран